# Xenorhina varia
Xenorhina varia es una especie de anfibio anuro de la familia Microhylidae.

## Distribución geográfica
Esta especie es endémica de la isla de Yapen en el oeste de Nueva Guinea, Indonesia. Se encuentra en el monte Amoman.

## Publicación original
- Günther & Richards, 2005 : Two new tree-dwelling species of the genus Xenorhina from New Guinea (Anura, Microhylidae). Mitteilungen aus dem Museum für Naturkunde in Berlin - Zoologische Reihe, vol. 81, n.º 2, p. 167-176.[6]